# 2012 XE133
2012 XE133 est un astéroïde, classé comme objet géocroiseur du groupe Aton. Il est un coorbiteur temporaire de Vénus.  

## Découverte, orbite et propriétés physiques
2012 XE133 a été observé pour la première fois le 12 décembre 2012 par J. A. Johnson, du Catalina Sky Survey. C'est un astéroïde Aten et son demi-grand axe de 0,72 AU est très similaire à celui de Vénus. Il possède une excentricité orbitale élevée (0,4332) et son inclinaison orbitale est de 6,7°. Avec une magnitude absolue de 23,4, son diamètre est évalué comme étant de 62 à 138 mètres.

## État dynamique quasi-satellite et évolution orbitale
2012 XE133 a été identifié comme un coorbiteur de Vénus suivant une transition entre les points de Lagrange de Vénus L5 et L3. De plus, il s'agit aussi d'un astéroïde herméocroiseur et géocroiseur. 
2012 XE133 présente un comportement de résonance orbitale (ou quasi résonance) avec Mercure, Vénus et la Terre. Son évolution dynamique à court terme est similaire à celle de deux autres coorbiteurs de Vénus, (322756) 2001 CK32 et (524522) 2002 VE68.

## Astéroïde potentiellement dangereux
2012 XE133 a été ajouté à la liste des objets potentiellement dangereux par le Minor Planet Center parce qu'il entre périodiquement à moins de 0,05 UA de la Terre mais a depuis été retiré. Il approchera la Terre à 0,0055 UA et la Lune à 0,0045 UA le 30 décembre 2028. 